# Вест Дентон (Мериленд)
Вест Дентон (енгл. West Denton) насељено је место без административног статуса у америчкој савезној држави Мериленд.

## Демографија
По попису из 2010. године број становника је 52.
| Група             | 2000.    | 2010.      |
| Белци             | 0 (0,0%) | 42 (80,8%) |
| Афроамериканци    | 0 (0,0%) | 7 (13,5%)  |
| Азијати           | 0 (0,0%) | 0 (0,0%)   |
| Хиспаноамериканци | 0 (0,0%) | 0 (0,0%)   |
| Укупно            | 0        | 52         |